# Teixeira (Arganil)
Teixeira era una freguesia portuguesa del municipio de Arganil, distrito de Coímbra.

## Geografía
Era una freguesia eminentemente rural, situada en plena Sierra del Açor, a 20 km de la cabecera del municipio, y afectada por un intenso proceso de despoblación a partir de mediados del siglo XX.

## Historia
Fue suprimida el 28 de enero de 2013, en aplicación de una resolución de la Asamblea de la República portuguesa promulgada el 16 de enero de 2013 al unirse con la freguesia de Cepos, formando la nueva freguesia de Cepos e Teixeira.

## Patrimonio
Destacan la iglesia matriz de Santa Isabel y las capillas de la de las Almas, de Nuestra Señora del Buen Viaje, de San Joaquín y de San Antonio.